# Blessd
Stiven Mesa Londoño (Itagüí, 27 de enero de 2000), conocido por su nombre artístico Blessd o El bendito, es un cantante y compositor colombiano.
En octubre de 2021, firmó con Warner Music Latina y lanzó su primer álbum de estudio llamado "Hecho en Medellín". Una de sus canciones fue inspirada en Octavio Mesa. Su canción más popular del álbum, titulada "MEDALLO", alcanzó el número 1 en Colombia y tiene más de 431 millones de reproducciones en YouTube. En marzo de 2022, fue nominado a tres premios Heat Latin Music Awards, incluidos Mejor Artista Nuevo, Mejor Artista - Región Andina y Mejor Colaboración por la canción "MEDALLO". El 4 de noviembre de 2022, lanzó su segundo álbum de estudio llamado "Siempre Blessd". Haciendo referencia a su origen, la sorpresa de este fue un trap titulado "Ziploc Versión Blessd" junto a un artista de la ciudad de Cali llamado "Pirlo 420", alcanzó el número 1 en Colombia y cuenta con más de 75 millones de reproducciones en YouTube.

## Trayectoria Musical
Su primera canción en plataformas fue "Contigo" Lanzada En octubre de 2020, Blessd lanzó la canción "Viernes Social" con los artistas puertorriqueños Alexis, Yomo, Amaro y Xantos. La canción se convirtió en la número uno en la radio de Colombia y tuvo más de un millón de reproducciones en las primeras 24 horas. En noviembre de 2020, Blessd y Ryan Castro lanzaron la canción "Lejanía". La canción tuvo éxito no solo en Medellín, sino en toda Colombia y Costa Rica.
En enero de 2021 lanzó la canción "Imposible". Después de escuchar sobre esta canción, Maluma se puso en contacto con Blessd para unirse a la canción para un remix. Conoció a Maluma por primera vez cuando filmaron el video de "Imposible Remix" en la casa de Maluma. El remix fue producido por The Prodigiez y salió en mayo de 2021.
En el verano de 2021 lanzó la canción "Hace Tiempo", que alcanzó más de 10 millones de reproducciones en solo un mes. En julio, YouTube Music lo nombró como parte de su Foundry Class de 2021. En agosto lanzó el remix de su canción "Dos Problemas", que contó con la participación del cantante puertorriqueño Javiielo y los raperos venezolanos Big Soto y Neutro Shorty.

### Hecho en Medellín(2021)
A fines de 2021, Blessd lanzó su primer álbum de estudio titulado Hecho en Medellín Que tiene 10 canciones Que incluyen "Hace Tiempo", "Quien TV" y "Medallo". Completó su primera gira en los Estados Unidos con espectáculos en Nueva Jersey, Massachusetts y Florida. También completó una gira por Europa cantando en los escenarios de Madrid, Barcelona, París, Málaga y Bilbao. Blessd fue uno de los actos de apertura de la también artista colombiana Karol G por su gira Bichota en la ciudad de Medellín. Cantó por primera vez en muchas ciudades fuera de Colombia, incluidas la Ciudad de México, Caracas, y Guayaquil.
En enero de 2022 fue nominado a un Premio Lo Nuestro en la categoría "Artista Revelación Masculino" y Billboard lo destacó como uno de los 22 "artistas latinos a seguir" en 2022. Junto a Ryan Castro, lanzó dos nuevas canciones: "Niña de Mis Sueños" y "Quien TV" Remix.
El 14 de febrero, Monitor Latino informó que "Quien TV" Remix se había convertido en la canción más popular en Colombia y "Niña de Mis Sueños" se ubicaba en el número 6 en el país según Billboard.

## Vida personal
Cuando se le preguntó acerca de sus inspiraciones, Blessd le da crédito al cantante y rapero estadounidense Arcángel y al rapero venezolano Akapellah. También se inspira en los artistas colombianos que creció escuchando, como el cantante de vallenato Diomedes Díaz, el cantante de salsa Joe Arroyo y el cantante de música popular Luis Alberto Posada.
A finales de 2024 adquirió por una cifra cercana a los 4.98 millones de euros al equipo de fútbol dinamarqués Vendsyssel FF. 

La Unión Balompédica Conquense, club de fútbol español ubicado en Cuenca, ha protagonizado una alianza inédita al incorporar al reconocido artista de música urbana latina Blessd y a su equipo como inversores y embajadores de un proyecto deportivo, cultural y social. Esta colaboración busca fusionar el fútbol con la música urbana y el compromiso social para impulsar la proyección del club más allá de las fronteras españolas, alcanzando países de Latinoamérica, Estados Unidos y Europa. Blessd, conocido por sus colaboraciones con artistas como Karol G, Maluma y Anuel AA, aporta no solo su imagen sino también una visión inspiradora para conectar con jóvenes a través del arte y el deporte. Este acuerdo pionero en España pretende promover valores como la humildad, el trabajo y la superación personal, y se enmarca dentro de una estrategia que incluye colaboraciones internacionales con clubes y escuelas en Dinamarca, Colombia y Ecuador.<a href="#cite_note-CuencaNews_1">[1]</a>

## Discografía

### Álbumes de estudio
| Título            | Detalles del álbum |
| ----------------- | --- |
| Hecho en Medellín | Fecha de lanzamiento: 27 de octubre de 2021 Sello: JM World Music, Cigol, Warner Music Latina Formato: Digital download, streaming  |
| Siempre Blessd    | Fecha de lanzamiento: 4 de noviembre de 2022 Sello: JM World Music, Cigol, Warner Music Latina Formato: Digital download, streaming |
| SI SABE           | Fecha de lanzamiento: 25 de enero de 2024 Sello: JM World Music, Cigol, Warner Music Latina Formato: Digital download, streaming    |
| BlessDeluxury     | Fecha de lanzamiento: 16 de mayo de 2024 Sello: JM World Music, Cigol, Warner Music Latina Formato: Digital download, streaming     |

### EP's
- 1 OF 1 (con Maluma)

## Premios y nominaciones

### Premios Lo Nuestro
| Año  | Trabajo nominado                             | Categoría                              | Resultado |
| ---- | -------------------------------------------- | -------------------------------------- | --------- |
| 2022 | Blessd                                       | Nuevo Artista Masculino                | Nominado  |
| 2023 | Medallo (feat. Justin Quiles, Lenny Tavárez) | Canción Del Año - Colaboración Del Año | Nominado  |

### Premios Nuestra Tierra
| Año  | Trabajo nominado                              | Categoría             | Resultado |
| ---- | --------------------------------------------- | --------------------- | --------- |
| 2022 | Blessd                                        | Artista del Año       | Nominado  |
| 2022 | Blessd                                        | Nuevo artista del año | Nominado  |
| 2022 | Blessd                                        | Artista urbano        | Nominado  |
| 2023 | Siempre Blessd                                | Álbum del Año         | Nominado  |
| 2023 | Quién TV Remix (feat. Ryan Castro)            | Canción urbana        | Nominado  |
| 2023 | Medallo (feat. Justin Quiles, Lenny Tavárez)  | Colaboración urbana   | Nominado  |
| 2023 | Instagram                                     | Mejor video del año   | Nominado  |
| 2024 | Blessd                                        | Artista urbano        | Nominado  |
| 2024 | Ojitos Rojos (Remix) (feat. Ryan Castro, SOG) | Colaboración urbana   | Nominado  |

### Heat Latin Music Awards
| Año  | Trabajo nominado | Categoría                   | Resultado |
| ---- | ---------------- | --------------------------- | --------- |
| 2022 | Blessd           | Best New Artist             | Nominado  |
| 2022 | Blessd           | Best Artist - Andean Region | Nominado  |
| 2022 | "Medallo"        | Best Collaboration          | Nominado  |

### Tiktok Awards
| Año  | Trabajo nominado | Categoría       | Resultado |
| ---- | ---------------- | --------------- | --------- |
| 2025 | Blessd           | Artista del Año | Nominado  |